# Romanička arhitektura
Romanika je stil arhitekture koji dolazi nakon predromanike. Traje od 10. do 13. st.
U Romanici dolazi do velikog procvata građevinske djelatnosti, posebno izgradnja crkvi, plemićkih utvrda (donjon) i samostana.  U crkvenom graditeljstvu prevladavaju jednostavne građevine masivnih zidova, bogata vodoravna raščlanjenost, kameni polukružni i bačvasti svodovi, polukružni lukovi i kockasti kapiteli često urešeni biljnim i figuralnim motivima. 
Brojne su crkve oslikane freskama u žarkim bojama sa svetačkim likovima i legendama. Najpoznatije romaničke crkve podignute su u Njemačkoj, Francuskoj, Španjolskoj, Engleskoj i sjevernoj Italiji, ali se romanička umjetnost proširila i izvan tih zemalja. Regionalizacija je također izražena, svaka regija (pokrajina) ima neke stilske posebnosti.

## Odlike
Dva zakona koja vladaju romaničkom umjetnosti zovemo zakon zbrajanja (adicije) i podređivanja (subordinacije). 
Zakon zbrajanja znači da se neku veću cjelinu tako slaže (komponira) da uvijek prepoznajemo dijelove od kojih je sastavljena i imamo dojam kako bi ti dijelovi mogli i samostalno postojati. Tako nam se romanička crkva čini sastavljena od samostalnih tornjeva, trokutnih prizmi transepta, poluvaljaka apside s krovom u obliku polustošca, zatim valjkasti ophod – deambulatorij s priljubljenim polukružnim apsidicama (apsidiolama).
Zakon subordinacije odgovara uređenju feudalnog društva gdje su manji feudalci (vazali) i kmetovi podređeni većima (sizerenima). Tako je u romanici jako izražena hijerarhija i stupnjevita kompozicija koja se sastaje u najvišoj točki.
Razlike su između sjevera i juga evidentne. Na jugu se prepoznaje »prva mediteranska romanika«, koju karakterizira plastička artikulacija fasada lezenama i plitkim nišama koje ritmiziraju plohu: u Katalonija (Cardona), sjeverna Italija (Noli), Burgundija (Tournus), Hrvatska. Na prostoru Carstva, za otonske i salijske dinastije, dominirao je tradicijski westwerk (Sv. Pantaleon u Kölnu, kraj 10. st., nešto poslije katedrala u Speyeru), koji se ubrzo pretvorio u harmoničnu fasadu, dvostruki kor (katedrala u Hildesheimu). Sjeverno od Loire razvija se svetište ešelonirane apside (Opatija Cluny), deambulatorij sa zrakastim apsidiolama (Clermont-Ferrand, Tournus), toranj portik (Saint-Benoît-sur-Loire).
U zreloj romanici bitno je obilježje regionalizam iskaza. Tako se prepoznaje hodočasnička arhitektura na putu za Santiago de Compostela (Put svetog Jakova: Conques, Limoges, Toulouse), koju obilježava trobrodni transept s apsidiolama, svetište s deambulatorijem i zrakastim kapelama, pročelje s tornjevima. Bočni brodovi križno su presvođeni, nad njima su galerije, a glavni je brod bačvasto svođen. Druga je skupina crkava s nizom kupola (Angoulême, Solignac, Cahors). U Njemačkoj se odražava bipolarnost (Maria Laach, kraj 11. st.) i tradicijski westwerk, jednako kao u Normandiji (Jumièges). Razvija se harmonična fasada s dva tornja (Saint Etienne, Caen). U Italiji se vraća ranokršćanska tipologija, a nova estetika pokazuje se artikulacijom fasada (galerije na pročelju, Parma, 12. st.).

## Utvrde i burgovi
Plemićki zamak je najreprezentativnija građevina romanike, on ima masivne čvrste zidove bez ukrasa, malene uske prozore i više katova od kojih su gornji sačuvani za vladara. Građen je prvenstveno kao obrambena utvrda, a ne dvorac za uživanje.
Romanički gradovi posjeduju sve karakteristike utvrda: masivni zidovi, maleni prozori i stiješnjenost prostora, nabijenost zgrada s uskim ili uopće bez ulica. Ti utvrđeni gradovi su obično na brežuljcima, kao npr. "grad tornjeva" San Gimignano u Italiji. Središte grada bio je trg sa stupom srama. Trg je bio slobodnog tlocrta i ovisio je o rasporedu glavnih zgrada koje su ga činile (crkva, vlastelinski dvor, uprava, tržnica itd.).

## Samostani i crkve
Samostan je stambeni i vjerski kompleks svećenika nekog reda koji se obavezno sastoji od crkve i niza objekata stambeno-privrednog značaja oko crkve. Klaustar je dvorište u središtu samostana, četvrtasto u romanici. Poznati samostani su Cluny i Citeaux u Burgundiji.
Ipak, glavni arhitektonski oblik romaničke crkve je Bazilika (nastavak rimske arhitekture u kršćansku crkvu i katedralu). Ona više nema ravan strop, nego svod, a njena se vanjština za razliku od prethodnih crkvenih građevina ukrašava različitom arhitektonskom ornamentikom i skulpturama.
Obično je trobrodna (brodovi – longitudinalni prostori u bazilikama između stupova i zidova), ima transept koji u tlocrtu formira latinski križ (križ s duljim donjim krakom). Mjesto za svećenika ostavljeno je u glavnom brodu između transepta i oltarske apside. Apsida je često samo jedna, a ponekad ih ima i tri od kojih su dvije bočne smještene na začeljima bočnih brodova.  Naročito u francuskim crkvama bočni brod obuhvaća nužno i oltarski prostor, te se tako razvija tzv. deambulatorij (bočno-kružno kretanje u glavnoj apsidi na koga se dodaju obično 3 manje apside - tzv. nastavak bočnih brodova) na koji se zrakasto raspoređuju manje kapele.
Iznad presjeka glavnog broda i transepta, obično je kvadratna kula, a ponekad i kupola. Na zapadnoj fasadi nalazi se po jedna kvadratna kula bočnog ulaza. Križasti svod je svod nastao križanjem dva bačvasta svoda.
Kako romanička umjetnost obuhvaća veliko Europsko područje koje je bilo društveno-politički usitnjeno od mnogih država i državica, u gradnji se javljaju regionalizmi, tj. u pojedinačnim područjima su se razvijale neke arhitektonske karakteristike, pa romanika ima više regionalnih varijanti.
Tako npr. za talijansku Toskansku školu je karakteristično odvajanje različitih dijelova (npr. Kosi toranj u Pisi) i izražena plošnost ukrasa na fasadi. Talijanski obrazac je crkva kao objekt za obred, pored nje je kula, tj. zvonik, a ispred velika krstionica.
Lombardijska škola ima karakteristične galerije iznad bočnih brodova, dok Normanska škola (Engleska), pored tih galerija na bočnim brodovima podiže i zid, a na njemu prozore koji omogućavaju bočno osvjetljenje (tzv. bazilikalno osvjetljenje). Francuska karakteristika je produljenje bočnih brodova u vidu hodnika koji okružuju oltar crkve, te zrakasto razvedene apside.
Regionalne karakteristike njemačke škole donose miješanje u kojem crkva stoji stiješnjena između različitih vrsta škola: četvrtaste ili osmerokutne kule s vanjske strane. U Rajnskoj školi u Njemačkoj, osim kula na zapadnoj strani pojavljuju se i dvije kule na istočnoj strani pa crkva izgleda potpuno simetrično. Pri obradi fasade teži se uspostaviti harmoničan odnos između vodoravne i okomite podjele.
Motiv koji se koristi na fasadi, a pojavljuje se u cijeloj Europi je motiv rozete (plastični kružni ukras iznad portala bazilike), a služi osvjetljavanju glavnog broda.
- Normanska Durhamska katedrala (Sjeverna Engleska)
- Katedrala u Speyeru (Saska (pokrajina) u Njemačkoj)
- Crkva Svetog Mihovila u Hildesheimu (Bavarska, južna Njemačka)
- Opatijska crkva Saint-Savin-sur-Gartempe (Zapadna Francuska, Poitou-Charentes)
- Crkva sv. Krševana u Zadru

## Vanjske poveznice
- Katedrale Dalmacije  Arhivirana inačica izvorne stranice od 22. svibnja 2008. (Wayback Machine)
- Ostaci romaničke stambene arhitekture u Zadru[neaktivna poveznica]
- Rapske romaničke ulice